# Gare de Tour et Taxis
Ne doit pas être confondu avec l'ancienne gare de marchandise de Tour et Taxis
La gare de Tour et Taxis (en néerlandais : station Thurn en Taxis ; anciennement Pannenhuis et précédemment Bruxelles-Nord-Ouest) est une halte ferroviaire située à Laeken à la limite de Jette dans la Région de Bruxelles-Capitale sur la ligne 28 (Schaerbeek - Bruxelles-Midi). Elle est desservie par des trains Suburbains (S10).

## Situation ferroviaire
La gare de Tour et Taxis est située au point kilométrique (PK) 2,8 de la ligne 28, de Schaerbeek et Jette à Bruxelles-Midi entre la gare, fermée, de Laeken et celle, ouverte, de Simonis

## Histoire

### Ouverture en 1883 « Pannenhuis »
Ouverte en 1883 au service voyageurs, elle a fermé ses portes en même temps que tous les arrêts de la ligne 28 le 3 juin 1984 lors de l'introduction du plan IC-IR pour des raisons d'économie.

### Réouverture « Tour et Taxis »
Rouverte depuis le 13 décembre 2015 dans le cadre du RER bruxellois. Elle est renommée Gare de Tour et Taxis vu sa proximité avec le site de Tour et Taxis.

## Service des voyageurs

### Accueil
Halte SNCB, c'est un point d'arrêt non gardé (PANG) à entrée libre doté d'un distributeur automatique de titres de transport.

### Desserte
En semaine, les week-ends et les jours fériés, Tour et Taxis est desservie toutes les heures par des trains S10 reliant Termonde à Bruxelles-Midi, qui continuent ensuite vers Alost (voir brochure SNCB de la ligne 28).

### Intermodalité
À proximité immédiate se trouve la station Pannenhuis, située sur la ligne 6 du métro de Bruxelles.

## Comptage voyageurs
Le graphique et le tableau montrent le nombre de passagers qui en moyenne embarquent durant la semaine, le samedi et le dimanche.
| Nombre de voyageurs qui embarquent à la gare de Tour et Taxis | Nombre de voyageurs qui embarquent à la gare de Tour et Taxis | Nombre de voyageurs qui embarquent à la gare de Tour et Taxis | Nombre de voyageurs qui embarquent à la gare de Tour et Taxis |
|                                                               | Semaine                                                       | Samedi                                                        | Dimanche                                                      |
| ------------------------------------------------------------- | ------------------------------------------------------------- | ------------------------------------------------------------- | ------------------------------------------------------------- |
| 1977                                                          | 54                                                            | -                                                             | 4                                                             |
| 1978                                                          | 37                                                            | -                                                             | 1                                                             |
| 1979                                                          | 20                                                            | -                                                             | -                                                             |
| 1980                                                          | 17                                                            | -                                                             | -                                                             |
| 1981                                                          | 17                                                            | -                                                             | -                                                             |
| 1982                                                          | 11                                                            | -                                                             | -                                                             |
| 1983                                                          | 19                                                            | -                                                             | -                                                             |
| 1984                                                          | -                                                             | -                                                             | -                                                             |
| 1985                                                          | -                                                             | -                                                             | -                                                             |
| 1986                                                          | -                                                             | -                                                             | -                                                             |
| 1987                                                          | -                                                             | -                                                             | -                                                             |
| 1988                                                          | -                                                             | -                                                             | -                                                             |
| 1989                                                          | -                                                             | -                                                             | -                                                             |
| 1990                                                          | -                                                             | -                                                             | -                                                             |
| 1991                                                          | -                                                             | -                                                             | -                                                             |
| 1992                                                          | -                                                             | -                                                             | -                                                             |
| 1993                                                          | -                                                             | -                                                             | -                                                             |
| 1994                                                          | -                                                             | -                                                             | -                                                             |
| 1995                                                          | -                                                             | -                                                             | -                                                             |
| 1996                                                          | -                                                             | -                                                             | -                                                             |
| 1997                                                          | -                                                             | -                                                             | -                                                             |
| 1998                                                          | -                                                             | -                                                             | -                                                             |
| 1999                                                          | -                                                             | -                                                             | -                                                             |
| 2000                                                          | -                                                             | -                                                             | -                                                             |
| 2001                                                          | -                                                             | -                                                             | -                                                             |
| 2002                                                          | -                                                             | -                                                             | -                                                             |
| 2003                                                          | -                                                             | -                                                             | -                                                             |
| 2004                                                          | -                                                             | -                                                             | -                                                             |
| 2005                                                          | -                                                             | -                                                             | -                                                             |
| 2006                                                          | -                                                             | -                                                             | -                                                             |
| 2007                                                          | -                                                             | -                                                             | -                                                             |
| 2008                                                          | -                                                             | -                                                             | -                                                             |
| 2009                                                          | -                                                             | -                                                             | -                                                             |
| 2010                                                          | -                                                             | -                                                             | -                                                             |
| 2011                                                          | -                                                             | -                                                             | -                                                             |
| 2012                                                          | -                                                             | -                                                             | -                                                             |
| 2013                                                          | -                                                             | -                                                             | -                                                             |
| 2014                                                          | -                                                             | -                                                             | -                                                             |
| 2015                                                          | -                                                             | -                                                             | -                                                             |
| 2016                                                          | 27                                                            | 20                                                            | 20                                                            |
| 2017                                                          | 51                                                            | 45                                                            | 8                                                             |
| 2018                                                          | 102                                                           | 51                                                            | 33                                                            |
| 2019                                                          | 75                                                            | 45                                                            | 58                                                            |
| 2020                                                          | 70                                                            | 29                                                            | 29                                                            |
| 2020                                                          | 70                                                            | 29                                                            | 29                                                            |
| 2020                                                          | 70                                                            | 29                                                            | 29                                                            |
| 2021                                                          | -                                                             | -                                                             | -                                                             |
| 2022                                                          | 172                                                           | 133                                                           | 140                                                           |
| 2023                                                          | 159                                                           | 125                                                           | 124                                                           |
| 2024                                                          | 124                                                           | 84                                                            | 67                                                            |